# Litewski Związek Narciarski
Litewski Związek Narciarski – litewskie stowarzyszenie kultury fizycznej pełniące rolę litewskiej federacji narodowej w biegach narciarskich, kombinacji norweskiej, narciarstwie alpejskim, narciarstwie dowolnym oraz skokach narciarskich.
Związek jest członkiem Międzynarodowej Federacji Narciarskiej (FIS). Do jego celów statutowych związku należy promowanie, organizowanie i rozwój narciarstwa na Litwie m.in. poprzez szkolenia zawodników i instruktorów i organizację zawodów. Siedziba Związku znajduje się w Wilnie.